# Ligonchio
Ligonchio is een municipio en voormalige gemeente in de Italiaanse provincie Reggio Emilia (regio Emilia-Romagna) en telt 976 inwoners (31-12-2004). De oppervlakte bedraagt 61,7 km², de bevolkingsdichtheid is 16 inwoners per km². Ligonchio fuseerde op 1 januari 2016 met Busana, Collagna en Ramiseto om de fusiegemeente Ventasso te vormen.
De volgende frazioni maken deel uit van Ligonchio: Campo, Caprile, Casa Bracchi, Casalino, Cinquecerri, Giarola, Loggia, Montecagno, Ospitaletto, Piolo, Vaglie.

## Demografie
Ligonchio telt ongeveer 535 huishoudens. Het aantal inwoners daalde in de periode 1991-2001 met 15,9% volgens cijfers uit de tienjaarlijkse volkstellingen van ISTAT.
| Jaar | Inwoneraantal |
| ---- | ------------- |
| 1991 | 1195          |
| 2001 | 1005          |

## Geografie
Ligonchio grenst aan de gemeenten Sillano (LU) en Villa Minozzo en de municipi Busana en Collagna van Ventasso.

Municipi van Ventasso:
Ramiseto
Busana
Collagna
Ligonchio